# Воскресенский собор (Кола)
Воскресе́нский собо́р — утраченный деревянный православный храм в городе Кола Мурманской области, шедевр русского деревянного зодчества XVII века, главное здание ансамбля Кольского острога. Составлял единый комплекс-тройник вместе с деревянной колокольней (также не сохранилась) и деревянной (с 1533 года), а затем каменной (с 1800 года) Благовещенской церковью.

## История
Построен в 1681—1684 годах при воеводах Василие Эверлакове и З. И. Полозове. По легенде, мастер, строивший храм, забросил свой топор в воду, поклявшись не строить других церквей. По мнению архитекторов и историков деревянного зодчества Александра Ополовникова и Елены Ополовниковой, зодчий Воскресенского собора в Коле также является автором Покровской церкви в селе Анхимово и Преображенского собора в Кижах.
Воскресенский собор был уничтожен вместе с большинством других зданий Кольского острога (в основном, деревянных) во время Крымской войны в ходе атаки на город, предпринятой 11 (23) августа 1854 года английским пароходом-фрегатом «Миранда».
В январе 2011 года появилась информация, что активисты мурманского регионального отделения «Молодой гвардии Единой России» собираются провести сбор подписей за восстановление храма, «опираясь на администрацию Кольского района, общественные организации и простых граждан».

## Посвящение

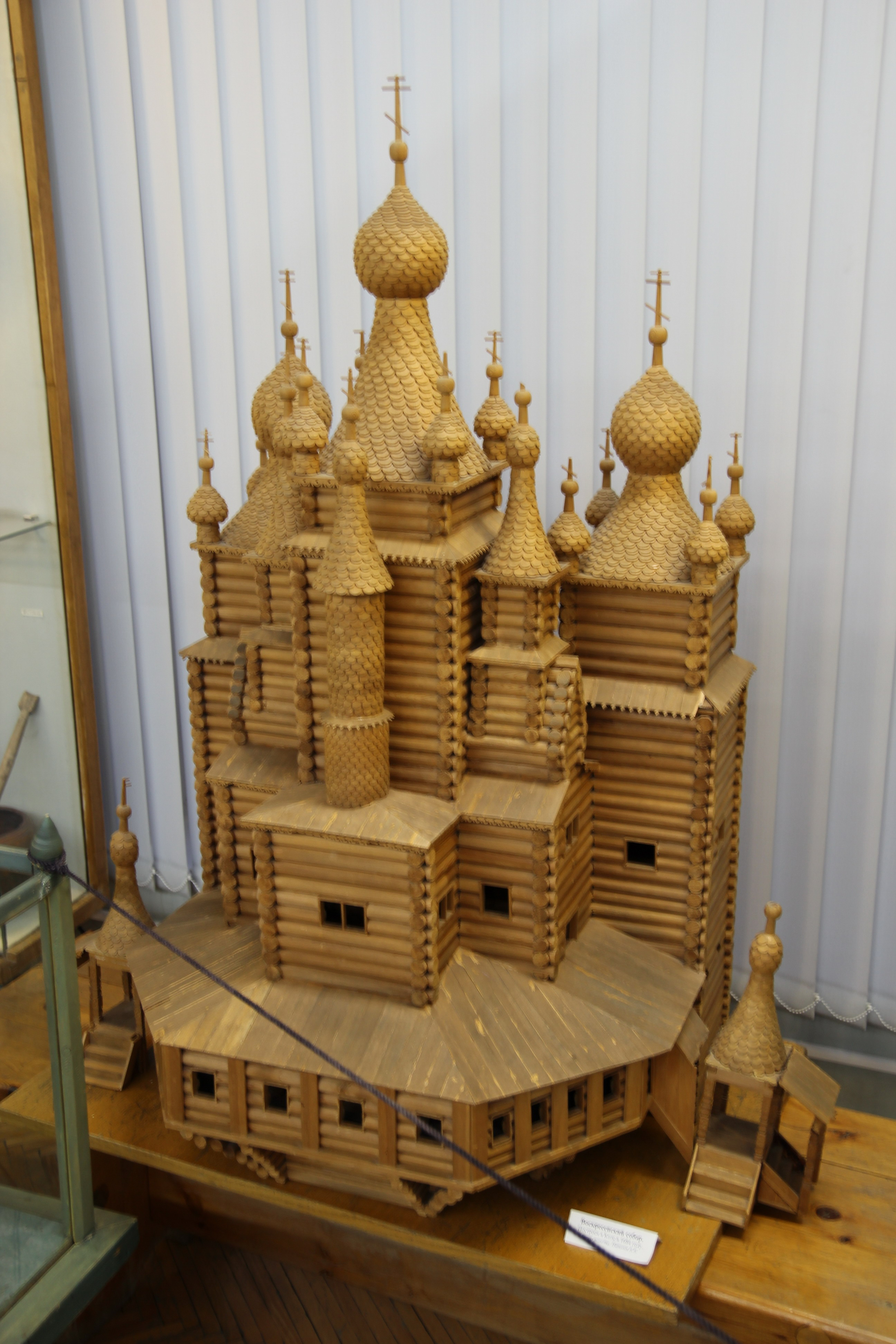
Макет Воскресенского собора в Мурманском краеведческом музее

Главный храм собора был посвящён Воскресению Христа — одному из центральных событий Евангельской истории. Примечательно, что во время строительства храма большая часть местного населения (лопари) была языческой.
Боковые приделы были посвящены Святителю Николая Чудотворцу (южный) и Святому Великомученику Георгию (северный). Храмовые праздники были: «в великий день Св. Пасхи, 23 апреля, 9 мая и 6 декабря. Служба совершалась здесь со дня великия субботы по день Успения Пресвятыя Девы Богородицы».

## Архитектура
Воскресенский собор наряду с Покровской церковью в селе Анхимово и Преображенским собором в Кижах был одним из крупнейших многоглавых храмов Русского Севера. Он был выстроен из крупных сосновых брёвен и имел девятнадцать глав. Здание храма имело сложное строение и состояло из трёх пятиглавых четвериков. Центральная часть (храм Воскресения Христова) имела форму креста и высоту примерно 37 метров и была окружена широкой галереей, через которую соединялась с приделами. С северной стороны примыкал придел святого Георгия, с южной — святого Николая Чудотворца. Приделы на плане были несколько выдвинуты на восток, а по высоте — понижены. С северной и южной сторон находились входы в виде широких крылец. Согласно обмерам остатков фундамента, выполненных в 1888 году архитектором Владимиром Сусловым, длина храма по северо-южному направлению была около 38 метров, а ширина от востока к западу около 21 метра.
Из девятнадцати глав собора по пять находились на трёх четвериках церквей. Они имели чешуйчатое покрытие и увенчивались деревянными восьмиконечными крестами. Ещё по одной главе размещалось на четырёх прирубах основного храма (включая восточный — алтарь). Главки прирубов были ниже соседствующих вершин церквей-приделов и были поставлены по-разному: с юга и севера — на бочки, а с запада и востока — на четверики.
Краевед Иван Ушаков предположил, что в ходе ремонта в 1834 году одну из глав с восточной стороны, над алтарём церкви Воскресения, могли убрать, заменив коническим покрытием. Этим объясняется то, что в нескольких источниках число глав собора указано равным 18. Если учитывать маленькие главки над северным и южным крыльцами, то всего глав было 20.
Мурманский архитектор В. П. Быстряков по материалам специалиста по древнерусскому оборонному зодчеству Владимира Косточкина в 1961 году сделал для Мурманского краеведческого музея деревянный макет Воскресенского церковного ансамбля с 18 главами.
Внутри собора был двухъярусный богатый иконостас с иконами, украшенными золотом, серебром и жемчугом, включая храмовую икону Воскресения Христа размером 160 × 140 сантиметров. По легенде, на месте сгоревшего собора, в куче золы и обгорелых остатков, была найдена запрестольная икона Богоматери, оставшаяся совершенно невредимой. Эта икона затем якобы находилась в Троицкой церкви на Монастырском острове, местные жители приписывали ей чудотворную силу.
С юго-восточной стороны Воскресенского собора, в сторону угловой башни острога (на момент пожара, ранее место колокольни менялось), стояла шестигранная колокольня с шатровым верхом, с пятью колоколами весом — 75, 20, 4, 2 и 1 пудов.

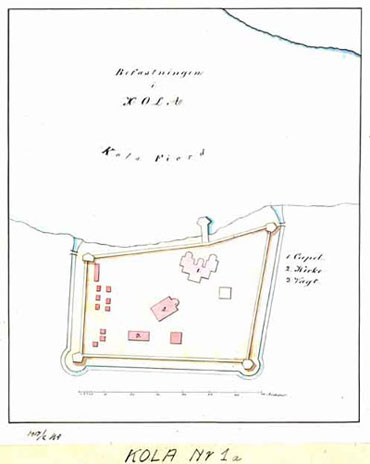
Воскресенский собор с колокольней и тёплой Благовещенской церковью на плане Кольского острога XVIII в.
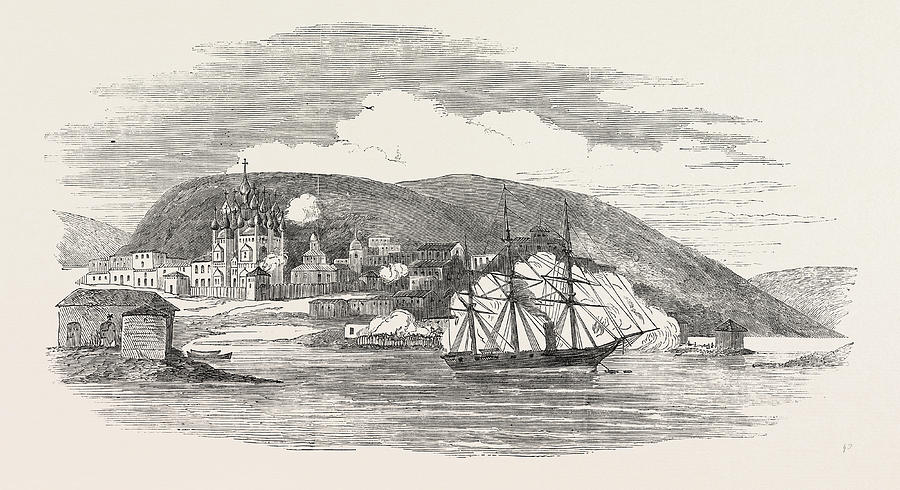
Винтовой пароход-фрегат «Миранда» уничтожает город Кола. Рисунок из газеты «The Illustrated London News»
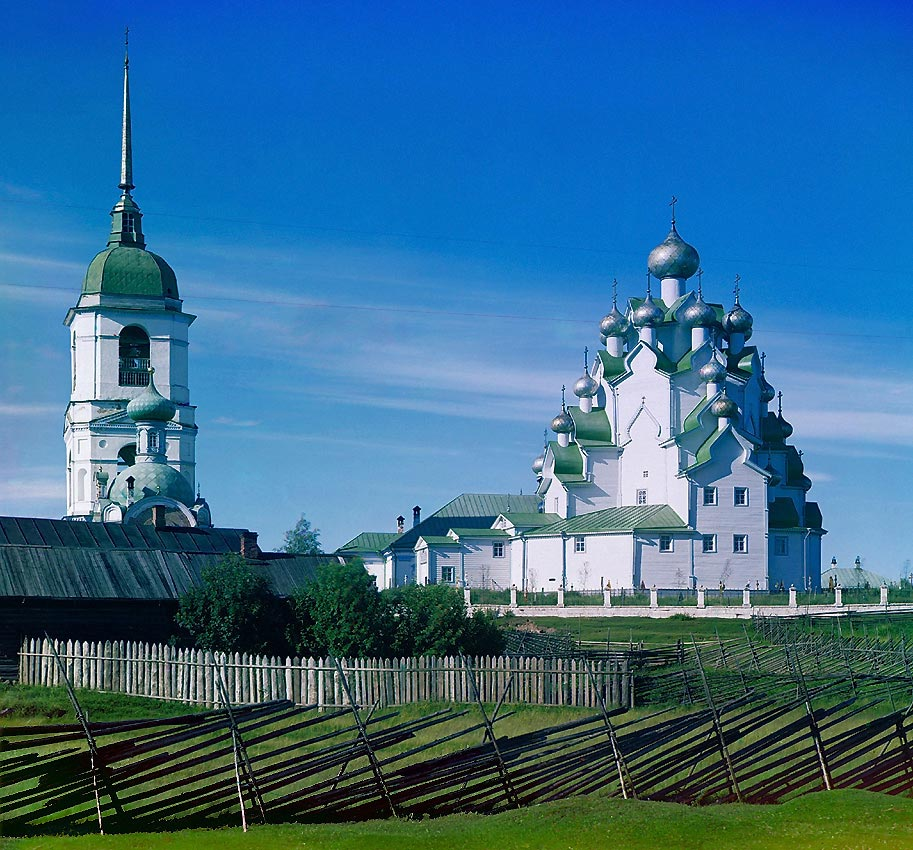
Многоглавая Покровская церковь села Анхимово (1708 г.) с колокольней и тёплой церковью Спасителя
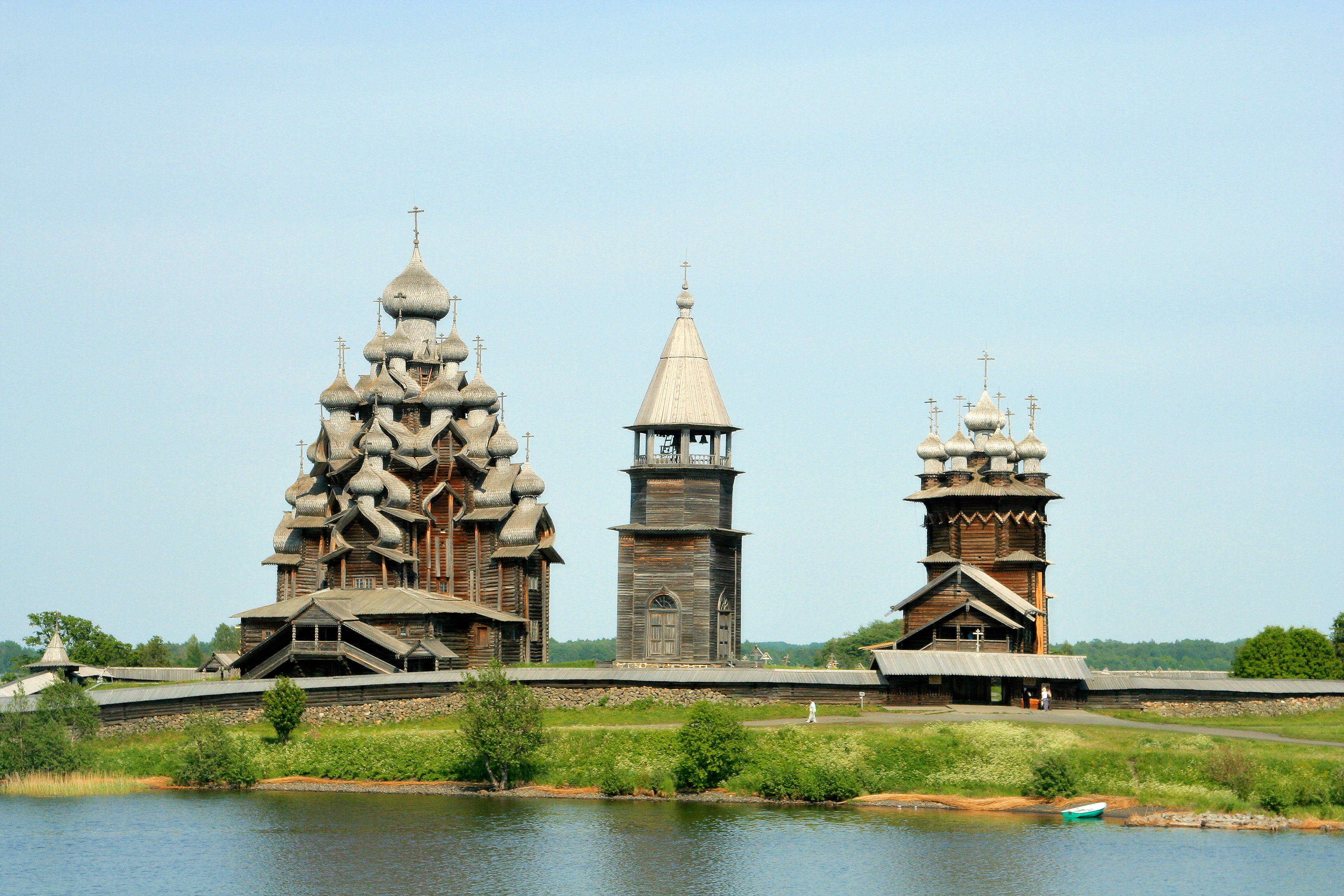
Тройник в Кижах: многоглавый Преображенский собор (1714 г.), колокольня и тёплая Покровская церковь